# Nerimdaičiai
Nerimdaičiai is een plaats in de gemeente Telšiai in het Litouwse district Telšiai. De plaats telt 349 inwoners (2001).